# Iglesia de la Asunción (Penang)
La Iglesia de la Asunción fue fundada en 1786, cuando el capitán Francis Light llegó por primera vez a Penang, Malasia. Se encuentra ubicada en la calle Farquhar, George Town, en la zona central del patrimonio de la ciudad. Esta iglesia fue la sede del obispo de Penang desde 1955-2003 y es también una Iglesia Patrimonio de la Humanidad.
En 1786, el capitán Francis Light llegó a la isla de Penang y la llamó Isla Príncipe de Gales. Creó el Fort Cornwallis, que coincidió con la fiesta de la Asunción de la Santísima Virgen el 15 de agosto de ese año, por lo que él y sus compañeros construyeron una iglesia y la llamaron "Iglesia de la Asunción".